# Correduría Pública
Correduría Pública, es la institución relacionada con la figura del Corredor Público. La Secretaria de Economía, es la encargada de habilitar, supervisar y promover, a los Corredores Públicos.
De orígenes milenarios, el Corredor Público, se desarrolló en varios países occidentales como un auxiliar del comercio, sobre todo en ciudades netamente comerciales. Hoy en día, tiene su principal desarrollo en Los Estados Unidos Mexicanos (México). 
De acuerdo con el Dr. Carlos Rodolfo Yañez Peralta, Corredor Público número 5 de la Plaza del estado de Quintana Roo, "La correduría pública es una institución que agrupa diversas áreas de la ciencia y la técnica, las cuales deben actuar en forma armonizada, a fin de que aquélla pueda cumplir a plenitud su esencia, es decir, ser un medio de auxilio para el comercio, principalmente como fedatario público y perito valuador, con todo lo que esto implica." 
El objeto de la institución es desarrollar, ayudar a la competitividad del país y en especial de los empresarios, al promover y dotar de facultades, al Corredor Público, persona que realiza la función de un auxiliar del comerciante o empresario, siendo un facilitador de negocios, con atribuciones para actuar como mediador, perito valuador, asesor jurídico empresarial, árbitro en controversias mercantiles y fedatario público para actos y hechos de naturaleza mercantil.